# Europawahl in Rumänien 2007

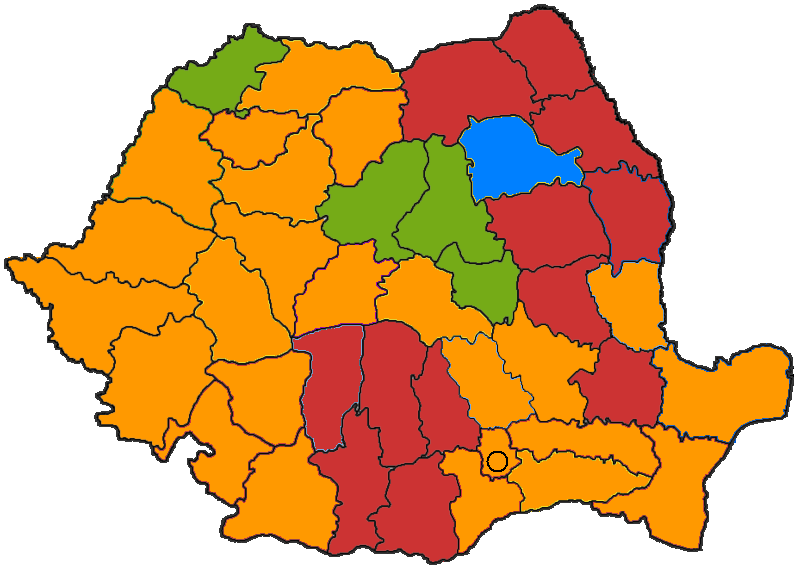
Ergebnis nach Kreisen:
PD
PSD
PLD
UDMR/RMDSZ

Die Europawahl in Rumänien 2007 fand am 25. November statt.

## Ergebnis
| Listen                                    | Listen                                                  | Stimmen    | %    | Mandate |
| ----------------------------------------- | ------------------------------------------------------- | ---------- | ---- | ------- |
|                                           | Partidul Democrat (PD)                                  | 1.476.105  | 28,8 | 13      |
|                                           | Partidul Social Democrat (PSD)                          | 1.184.018  | 23,1 | 10      |
|                                           | Partidul Național Liberal (PNL)                         | 688.859    | 13,4 | 6       |
|                                           | Partidul Liberal Democrat (PLD)                         | 398.901    | 7,8  | 3       |
|                                           | Demokratische Union der Ungarn in Rumänien (UDMR/RMDSZ) | 282.929    | 5,5  | 2       |
|                                           | Partidul Noua Generație – Creștin Democrat (PNGCD)      | 248.863    | 4,9  | –       |
|                                           | Partidul România Mare (PRM)                             | 212.596    | 4,2  | –       |
|                                           | Partidul Conservator (PC)                               | 150.385    | 2,9  | –       |
|                                           | Partidul Inițiativa Națională (PIN)                     | 124.829    | 2,4  | –       |
|                                           | Partidul Național Țărănesc Creștin Democrat (PNŢCD)     | 71.001     | 1,4  | –       |
|                                           | Partida Romilor „Pro-Europa“ (PRPE)                     | 58.903     | 1,1  | –       |
|                                           | Partidul Alianța Socialistă (PAS)                       | 28.484     | 0,6  | –       |
|                                           | Partidul Verde (PV)                                     | 19.820     | 0,4  | –       |
|                                           | Unabhängige                                             | 176.533    | 3,4  | –       |
| Gesamt                                    | Gesamt                                                  | 5.122.226  | 100  | 35      |
|                                           |                                                         |            |      |         |
| Ungültige Stimmen                         | Ungültige Stimmen                                       | 247.945    | 4,6  |         |
| Wähler                                    | Wähler                                                  | 5.370.171  | 29,5 |         |
| Wahlberechtigte                           | Wahlberechtigte                                         | 18.224.597 |      |         |
|                                           |                                                         |            |      |         |
| Quelle: Autoritatea Electorală Permanentă |                                                         |            |      |         |

## Fraktionen im Europäischen Parlament
| Partei | Partei                                     | Europäische Partei | Fraktion     | Mandate |
| ------ | ------------------------------------------ | ------------------ | ------------ | ------- |
|        | Partidul Democrat                          | EVP                | EVP-ED       | 13 / 35 |
|        | Partidul Social Democrat                   | SPE                | SPE          | 10 / 35 |
|        | Partidul Național Liberal                  | ELDR               | ALDE         | 6 / 35  |
|        | Partidul Liberal Democrat                  | –                  | EVP-ED       | 3 / 35  |
|        | Demokratische Union der Ungarn in Rumänien | EVP                | EVP-ED       | 2 / 35  |
|        | Unabhängige 1                              | –                  | Fraktionslos | 1 / 35  |

- 1 László Tőkés[1]